# 双眼井 (武汉市)
双眼井，现址中华人民共和国湖北省武汉市武昌区九龙井街62号，井口被一块条石截为两半，成为双眼。井口直径约80厘米。武汉市自来水工程实施前，水井是居民取水的重要渠道。2006年九龙井在城市建设中拆除后，该井是老武昌城仅存的三口古井之一。
清代方志中称“双眼井在蛇山飞剑亭下，亦属八大古井之一。井栏为双口，名曰双眼井”。1956年入选武昌区级文物保护单位。九龙井街62号有区级文物保护单位标牌，井在其后建筑内。2023年入选武汉市文物保护单位。